# 落葉のクレッシェンド
「落葉のクレッシェンド」（おちばのクレッシェンド）は、河合その子の2枚目のシングル。1985年11月21日発売。発売元はCBS・ソニー（現：ソニー・ミュージックレーベルズ）。品番はEP: 07SH-1720。

## 背景
前作「涙の茉莉花LOVE」から約2か月を経てのリリース。
カップリング曲の「午後のパドドゥ」は、フジテレビ系『なるほど!ザ・ワールド』のエンディングテーマに起用された。

## 制作
当初は「壊れたオルゴール」という歌詞だったが、河合が「ル」の発音がうまくできなかった事もあり、歌詞が変更された。

## ミュージック・ビデオ
2007年に発売されたDVD-BOX『河合その子 コンプリートDVD-BOX』には、初商品化となる「落葉のクレッシェンド」のミュージック・ビデオが収録されている。

## 収録曲
- 全作曲・編曲: 後藤次利

1. 落葉のクレッシェンド (4:08)
作詞: 秋元康
2. 午後のパドドゥ (3:28)
作詞: 芹沢類

## 楽曲の収録アルバム
落葉のクレッシェンド
- 『Dedication』
  - バラード調にアレンジされている。
- 『sonnet』
  - 『sonnet』の帯には『CD未発売』と表記されているが、1986年4月21日に発売されたCBS・ソニー所属（当時）アイドルの楽曲が収められているコンピレーション・アルバム『スーパー・アイドル・ヒット!』（32DH395）[1]に収録されている。
- 『河合その子 ベスト・コレクション』
- 『おニャン子クラブ A面コレクション Vol.1』
- 『GOLDEN☆BEST 河合その子』

午後のパドドゥ
- 『その子』
- 『河合その子 ベスト・コレクション』
- 『おニャン子クラブ B面コレクション Vol.1』
- 『GOLDEN☆BEST 河合その子』